# NSU 8/24 HP
La 8/24 HP è un'autovettura di fascia medio-alta prodotta tra il 1911 ed il 1925 dalla Neckarsulmer Fahrradwerke AG, la Casa automobilistica tedesca che in seguito sarebbe divenuta nota come NSU. L'unità di misura HP, utilizzata per questo e per gli altri modelli NSU prodotti prima dell'avvento della prima guerra mondiale, fu mutata in PS (Pferdestärken) dopo l'arrivo di tale evento per tagliare ogni legame con il Regno Unito, avversario dell'Impero Tedesco durante la guerra. Per questo, tale modello viene indicato indifferentemente in entrambi i modi.

## Storia e profilo
La 8/24 HP Archiviato il 5 giugno 2016 in Internet Archive., pressoché sconosciuta al di fuori della cerchia di appassionati e cultori della Casa di Neckarsulm, è invece un modello assai significativo nella storia della NSU, poiché si tratta di fatto del modello di maggior successo nella produzione NSU della prima metà del XX secolo. Fu presentata al Salone dell'automobile di Berlino del 1911, anche se la sua commercializzazione non sarebbe stata avviata che all'inizio dell'anno seguente. Compito della 8/24 HP fu quello di sostituire la 9/27 HP. Di fatto, si passò ad una fascia di mercato più economica, ma la differenza in termini di prestazioni non fu così rilevante, come peraltro la stessa 8/24 HP avrebbe dimostrato distinguendosi in alcune manifestazioni sportive dell'epoca.

### Caratteristiche
Dal punto di vista estetico, la 8/24 HP propose per la prima volta una griglia del radiatore di forma ovale con un nuovo logo della Neckarsulmer Fahrradwerke, uno degli ultimi che la Casa di Neckarsulm avrebbe utilizzato, dal momento che nel giro di un anno la ragione sociale dell'azienda sarebbe mutata in Neckarsulmer Fahrzeugwerke AG. Ma è sotto il profilo tecnico che la 8/24 HP celava le novità più significative. Per cominciare, la vettura nasceva sullo stesso telaio a longheroni e traverse utilizzato per la 13/40 HP e per la 10/30 HP. L'unica differenza significativa a livello di telaio tra la 8/24 HP e gli altri due modelli stava nella misura del passo, qui ridotto a 2,9 metri contro i 3,2 metri della 13/40 HP ed i 3,1 metri della 10/30 HP. Per il resto, rimasero immutati i freni (a pedale, del tipo a ganascia sull'albero di trasmissione e a mano con tamburi sul retrotreno) e le sospensioni (ad assale rigido e molle a balestra). Importanti fu invece la novità rappresentata dal motore in blocco con il cambio: quest'ultimo era del tipo manuale a 4 marce, mentre il motore ad esso fissato fu un 4 cilindri in linea, inizialmente di tipo biblocco. Tale motore era caratterizzato da una cilindrata di 2.091 cm³ (alesaggio e corsa: 80 x 104 mm) e dalla distribuzione di tipo IOE. La sua potenza massima era di 24 CV, sufficienti a far raggiungere alla vettura una velocità massima compresa fra 70 e 75 km/h a seconda del tipo di carrozzeria. La gamma di varianti previste spaziava infatti tra una leggera single-phaeton a due posti ed una ben più lussuosa landaulet.

### La carriera commerciale fino alla Prima Guerra Mondiale
Già durante i primi mesi di carriera commerciale, la 8/24 HP seppe conquistarsi il favore del pubblico: il suo prezzo competitivo, le prestazioni adeguate, l'ampia disponibilità di carrozzerie (oltre alla possibilità di farne realizzare di nuove su richiesta del cliente) sancirono il successo di questo modello, ideale per un'ampia fascia di potenziali acquirenti, un modello "trasversale" in grado di soddisfare esigenze differenti. Il prezzo richiesto per una 8/24 HP andava dai 6.200 marchi per un telaio nudo agli 8.500 marchi richiesti invece per una landaulet.
Pochi mesi dopo l'avvio della commercializzazione, in pieno 1912, la gamma si arricchì con l'arrivo di una versione pick-up, la quale contribuì ad accrescere maggiormente l'interesse del pubblico per la 8/24 HP. All'inizio del 1913, vi fu il già menzionato aggiornamento della ragione sociale del costruttore di Neckarsulm. Per l'occasione, anche la 8/24 HP usufruì di alcuni aggiornamenti: in questo modello, come del resto nell'intera gamma NSU, vennero montati a questo punto quasi solamente carburatori Zenith. Inoltre, la leva del cambio fu spostata dall'esterno all'interno dell'abitacolo. Il successo che la vettura stava riscuotendo anche in ambito sportivo fu visibile anche dal fatto che alcune volte si presentavano ai cancelli di Neckarsulm anche personaggi facoltosi che richiedevano delle carrozzerie monoposto da utilizzare esclusivamente nelle competizioni. La ricerca di prestazioni via via sempre migliori spinse la Casa tedesca a proporre, a partire dall'autunno del 1913, anche una particolare carrozzeria di tipo coach, caratterizzata dalla linea spiccatamente aerodinamica per l'epoca e dal fatto che tale carrozzeria era realizzata in lega di alluminio.

### Il periodo bellico
Lo scoppio della Prima Guerra Mondiale interruppe la carriera della 8/24 HP, che a partire dall'inizio del conflitto cambiò la propria denominazione in 8/24 PS. Durante la guerra, la produzione di questo modello fu mantenuta quasi esclusivamente per soddisfare le richieste dell'Impero Tedesco che esigeva mezzi appositamente allestiti per lo spostamento dello Stato Maggiore militare. Ben presto, però, le principali esigenze che furono alla base della produzione della 8/24 PS durante la guerra divennero di tipo umanitario: in quel periodo, infatti, la carrozzeria Drauz di Heilbronn cominciò ad allestire numerose ambulanze su base 8/24 PS. Naturalmente la produzione non fu più così sostenuta come nel periodo prima della guerra, ma si mantenne lenta e costante fino alla fine delle ostilità.

### Il dopoguerra della 8/24 PS
La fine della Prima Guerra Mondiale non coincise con una ripresa immediata della produzione automobilistica da parte della NSU: vi furono danni da riparare e situazioni economiche e di assetto industriale da ristabilizzare. In ogni caso, il listino automobilistico della NSU fu limitato ai tre modelli più venduti fino alla vigilia della guerra. La 8/24 PS fu tra questi e fu anche il primo modello ad uscire dallo stabilimento di Neckarsulm, il 29 gennaio del 1920. Si trattò di un lotto di 200 esemplari, segno che la produzione stava comunque procedendo a ritmi lenti. Ma il modello post-bellico portò con sé anche una significativa novità a livello motoristico, in quanto non montava più il vecchio motore da 2.091 cm³, bensì il motore da 2.102 cm³ (alesaggio e corsa: 78 x 110 mm) utilizzato durante la guerra per il camion da 1,5 tonnellate di portata massima. Tale motore erogava una potenza superiore, pari a 32 CV, il che permise alla nuova 8/24 PS di raggiungere una velocità massima di 90 km/h, perciò sensibilmente superiore rispetto al modello originario.
Un nuovo lotto, sempre di 200 esemplari, cominciò ad essere prodotto a partire dal 1º aprile 1921: tale nuova serie inaugurò altre modifiche al motore. Esso rimase comunque la già descritta unità da 2.102 cm³, ma stavolta con architettura di tipo monoblocco anziché biblocco com'era avvenuto fino a quel momento. Durante il 1922 si fecero frequenti i casi di scarsa stabilità del telaio della 8/24 PS ciò fu dovuto principalmente all'aumento delle prestazioni in conseguenza dell'aumento della potenza del motore. In parole povere, il telaio non fu più adeguato alle accresciute doti prestazionali del propulsore. Per questo, venne utilizzato un nuovo telaio derivato da quello della 14/40 PS, con longheroni e traverse più spessi e robusti, nonché con un passo leggermente aumentato (da 2,9 a 3,026 metri). Da questo momento in poi, la produzione della 8/24 PS andò avanti senza più modifiche fino al 1925, anno in cui venne tolta di produzione. Il suo posto sarebbe stato preso dalla 8/40 PS.

### Attività sportiva
La 8/24 HP, o 8/24 PS, che dir si voglia, è stata impiegata anche nelle competizioni automobilistiche, sia prima che dopo la Prima Guerra Mondiale. Spesso le sue partecipazioni furono coronate da successo o quantomeno da risultati di rilievo. Le affermazioni più rilevanti di questa vettura in campo sportivo sono principalmente due: la prima fu quella ottenuta alla Mosca-Berlino-Parigi del 1913 (un lungo ed impegnativo percorso di 3.200 km), in cui la 8/24 HP ottenne ben tre riconoscimenti, mentre la seconda fu quella relativa alla AVUS-Rennen del 24 settembre 1921, dove una 8/24 PS conquistò la vittoria nella propria categoria e stabilì il secondo miglior tempo di quella edizione. A ciò si aggiungano anche le 13 vittorie, i 6 secondi posti e i 3 terzi posti nelle gare di durata svoltesi fra il 1922 ed il 1926. Le difficoltà economiche già presenti alla NSU dopo il riavvio post-bellico fecero però interrompere l'attività sportiva della Casa.